# Afvaart (rivier)
De afvaart is de scheepvaart die op een rivier in de  richting van de monding vaart. Het is onder bepaalde omstandigheden van belang te weten of een schip afvarend of opvarend is, in verband met de voorrangsregeling. Ook wanneer een schip een onoverzichtelijke kruising van vaarwaters nadert en over de marifoon wordt gecommuniceerd over de onderlinge positie van de schepen. Een afvarend schip vaart sneller dan een opvarend schip, over de grond gemeten.
Het is niet ongebruikelijk om op de grote rivieren de term "afvaart" te vervangen door "dalvaart" of "te daal", omdat dit ook aanspreekt bij Duitstaligen en veel schippers in Europa Duits verstaan. 

## Afvaart bijkano'senkajaks
Afvaart kan ook verwijzen naar een discipline van het wedstrijdkanovaren, namelijk het zogenaamde Wildwater Afvaart varen.